# Karmine Corp
Karmine Corp (pronúncia em francês: [kaʁmin kɔʁp]), às vezes abreviada como KCorp, é uma organização profissional de esportes eletrônicos incorporada em Tours e sediada em Paris, França.

## História
Fundada como Kameto Corp em 30 de março de 2020 pela dupla de streamers da Twitch Kamel "Kameto" Kebir e Zouhair "Kotei" Darji, a equipe assumiu seu nome atual quando o rapper e empresário Amine "Prime" Mekri se juntou a ela como membro fundador e co-proprietário em 16 de novembro de 2020. Sob sua nova liderança, a organização passou por uma grande reestruturação e comprou uma vaga na Ligue Française de League of Legends (LFL) da Team Oplon, com sede em Nantes, substituindo-a a partir da temporada de 2021 da liga de League of Legends de maior nível da França.
A partir de 2022, a divisão de League of Legends da Karmine Corp é a maior detentora de títulos da EMEA Masters, a maior competição de equipes europeias não participantes da League of Legends EMEA Championship (LEC). Com a vitória na etapa de primavera do EMEA Masters (conhecido como European Masters na época) de 2022, eles se tornaram o primeiro time a vencer três vezes, bem como o primeiro time a vencer um triplete.
A Karmine Corp entrou no Valorant em maio de 2022, assinando com o elenco de Amilwa, mikee, Shin, TakaS e Newzera. Em 22 de setembro de 2022, eles foram anunciados como uma das dez equipes parceiras do Valorant Champions Tour: Liga da EMEA.
Em setembro de 2023, a equipe de League of Legends voltou a vencer o EMEA Masters, conquistando o quarto título da organização.
Em outubro de 2023, foi anunciado que a Karmine Corp adquiriu a vaga da Astralis para participar da League of Legends EMEA Championship (LEC) a partir de 2024.